# Isolda
Isolda (též Izolda) je ženské křestní jméno. Původ tohoto jména je nejasný, i když některé keltské prameny se přímo nabízí. Jméno je nejspíš nakonec původu germánského jména Ishild které je stvořeno ze slova ice a hild. Nebo to může znamenat spravedlivá a světlovlasá.
V artušovské pověsti byla irská princezna zasnoubená za krále Marka z Cornwallu. Stala se milenkou rytíře Tristana. Jejich vztah ale vedl k tragédii. Příběh byl velmi populární ve středověku a jméno se v Anglii v té době stalo poměrně běžné.

## Další podoby
- Ishild: antická germánská
- Eseld: Cornwallská
- Yseult: Francouzská
- Isotta: Italská
- Iseut: Středověká anglická
- Izolda: Polská
- Esyllt: Velšská

## Známí nositelé
- Isolde Ahlgrimm, rakouská muzikantka
- Isolde Kostner, italská alpská lyžařka
- Isolde Ohlbaum, německ fotografka
- Isolde Siebert, sopranistka
- Isolde Brielmaier

## Podobné stránky
- Tristan a Isolda, opera z 19. století